# Beauty Dlulane
Beauty Nomvuzo Dlulane é uma política sul-africana que é membro do Parlamento (MP) pelo Congresso Nacional Africano desde 2003.
Ela é actualmente a presidente do Comité de Portefólio de Desporto e Recreação.